# جائزة ألمانيا الكبرى 2018
جائزة ألمانيا الكبرى 2018 هو سباق فورمولا 1 أقيم بتاريخ 22 يوليو 2018 في حلبة هوكنهايم، ألمانيا. كان الحادي عشر من أصل 21 في بطولة العالم لسباقات الفورمولا واحد موسم 2018. حلّ البريطاني لويس هاملتون أولا بينما جاء الفنلندي فالتيري بوتاس في المركز الثاني وحصل على المركز الثالث الفنلندي كيمي رايكونن.